# Sergios I. (Patriarch)
Sergios I. (gestorben 638) war von 610 bis 638 Patriarch von Konstantinopel.

## Leben
Am 18. April 610 wurde der noch junge Diakon syrischer Abstammung aus dem Klerus der Hagia Sophia zum Patriarchen von Konstantinopel gewählt.

Während der durch die Angriffe der persischen Sassaniden und der Awaren verursachten äußeren Bedrängung des Oströmischen Reiches trat der Patriarch Sergios als Berater des Kaisers Herakleios hervor. Hierbei ist insbesondere seine Leistung während der Belagerung von Konstantinopel 626 zu benennen. Aufgrund der außenpolitischen Bedrohungen des Reiches suchte Sergios die Verständigung mit den Anhängern des Monophysitismus, um die innenpolitischen Spannungen, die das Reich schon seit langem schwächten, zu beenden. Zu diesem Zweck formulierte er in Zusammenarbeit mit Theodoros von Pharan eine monenergetische Kompromissformel und erreichte auf dieser Grundlage 633 eine Union mit den Monophysiten. Ebendiese Kompromissformel, die 633 auf Protest des Sophronios von Jerusalem hin modifiziert werden musste, wurde Grundlage für die Ekthesis und markiert den Beginn des Monotheletismus.
Die Lehren des Sergios wurden von Papst Honorius I. akzeptiert, was Jahrzehnte später auf dem Dritten Konzil von Konstantinopel zur Verhängung des Anathemas über Honorius wegen „Nachgiebigkeit gegenüber der Häresie“ führte. Die Lehre des Sergios wurde auf dem gleichen Konzil als Ketzerei verurteilt, was zu einer deutlich negativeren Bewertung seines Wirkens in den Quellen führte.